# Список плазунів Азербайджану
У цьому списку наведено всі види плазунів, які трапляються на території Азербайджану.
На території Азербайджану проживають 3 види черепах, не менше 29 видів ящірок та не менше 22 видів змій.

## Позначки
Теги, що використовуються для виділення охоронного статусу кожного виду за оцінками МСОП:
| EX | Extinct               | Зниклий                          |
| CR | Critically Endangered | Перебуває під критичною загрозою |
| EN | Endangered            | Перебуває під загрозою           |
| VU | Vulnerable            | Уразливий                        |
| NT | Near Threatened       | Близький до загрозливого стану   |
| LC | Least Concern         | У найменшій загрозі              |
| DD | Data Deficient        | Відомості недостатні             |
| NE | Not Evaluated         | Види з недослідженим статусом    |

Інші теги, що використовуються для виділення окремих видів:
| I | Introduced | Інтродукований |

## РядЧерепахи(Testudines)
У світі відомо понад 230 видів черепах, з яких в Азербайджані спостерігається 3 види з трьох родин.

### Родина Прісноводні черепахи (Emydidae)
| Українська назва                        | Латинська назва  | Автор таксона    | Статус МСОП | Поширення в Азербайджані                                                  | Зображення |
| Ряд: Черепахи (Testudines)              |                  |                  |             |                                                                           |            |
| Родина: Прісноводні черепахи (Emydidae) |                  |                  |             |                                                                           |            |
| Болотна черепаха європейська            | Emys orbicularis | (Linnaeus, 1758) | NT          | зустрічається у всіх прісноводних басейнах Азербайджану, крім високогір'я |            |

### Родина Азійські прісноводні черепахи (Geoemydidae)
| Українська назва                                    | Латинська назва  | Автор таксона  | Статус МСОП | Поширення в Азербайджані | Зображення |
| Ряд: Черепахи (Testudines)                          |                  |                |             |                          |            |
| Родина: Азійські прісноводні черепахи (Geoemydidae) |                  |                |             |                          |            |
| Каспійська черепаха                                 | Mauremys caspica | (Gmelin, 1774) | NE          |                          |            |

### Родина Суходільні черепахи (Geoemydidae)
| Українська назва                          | Латинська назва | Автор таксона    | Статус МСОП | Поширення в Азербайджані                                | Зображення |
| Ряд: Черепахи (Testudines)                |                 |                  |             |                                                         |            |
| Родина: Суходільні черепахи (Geoemydidae) |                 |                  |             |                                                         |            |
| Черепаха грецька                          | Testudo graeca  | (Linnaeus, 1758) | VU          | зустрічається у всіх районах, придатних для проживання. |            |

## РядЛускаті(Squamata)
Найбільший ряд плазунів. До лускатих включають змій та ящірок. Налічує понад 5 тис. видів, з них в Азербайджані трапляється 31 вид ящірок та 23 види змій.

### ПідрядЯщірки(Sauria)

#### Родина Геконові (Geoemydidae)
| Українська назва              | Латинська назва     | Автор таксона    | Статус МСОП | Поширення в Азербайджані | Зображення |
| Підряд: Ящірки (Sauria)       |                     |                  |             |                          |            |
| Родина: Геконові (Gekkonidae) |                     |                  |             |                          |            |
| Гекон каспійський             | Cyrtopodion caspius | (Eichwald, 1831) | LC          |                          |            |

#### Родина Агамові (Agamidae)
| Українська назва           | Латинська назва            | Автор таксона     | Статус МСОП | Поширення в Азербайджані | Зображення |
| Підряд: Ящірки (Sauria)    |                            |                   |             | |            |
| Родина: Агамові (Agamidae) |                            |                   |             | |            |
| Агама кавказька            | Laudakia caucasia          | (Eichwald, 1831)  | LC          | |            |
| Агама руїнна               | Trapelus ruderatus         | Olivier, 1804     | NT          | широко поширений на берегах річки Араз в Джебраїльському і Зангіланському районах Азербайджану , а також в Талишських горах і районах Зуванда.                                                        |            |
| Круглоголовка перська      | Phrynocephalus persicus    | De Filippi (1863) | VU          | хоча він був виявлений в районі Зуванд в Азербайджані в минулому , востаннє його спостерігали 50 років тому.                                                                                          |            |
| Круглоголовка такирна      | Phrynocephalus helioscopus | Pallas, 1771      | LC          | на Апшеронському півострові в Західному Азербайджані, в Джульфінському та інших районах Нахічеванської АР вздовж річки Араз, а також в південно-східній частині Азербайджану в районі Лерик (Зуванд). |            |

#### Родина Веретільницеві (Anguidae)
| Українська назва                  | Латинська назва  | Автор таксона  | Статус МСОП | Поширення в Азербайджані | Зображення |
| Підряд: Ящірки (Sauria)           |                  |                |             |                          |            |
| Родина: Веретільницеві (Anguidae) |                  |                |             |                          |            |
| Веретільниця ламка                | Anguis fragilis  | Linnaeus, 1758 | LC          |                          |            |
| Жовтопузик                        | Pseudopus apodus | Pallas, 1775   | LC          |                          |            |

#### Родина Сцинкові (Scincidae)
| Українська назва             | Латинська назва            | Автор таксона     | Статус МСОП | Поширення в Азербайджані | Зображення |
| Підряд: Ящірки (Sauria)      |                            |                   |             | |            |
| Родина: Сцинкові (Scincidae) |                            |                   |             | |            |
| Коротконіжка смугаста        | Ablepharus bivittatus      | Menestries, 1832  | LC          | |            |
| Коротконіжка азійська        | Ablepharus pannonicus      | (Fitzinger, 1824) | LC          | широко поширений в Азербайджані. |            |
| Довгоногий сцинк Шнайдера    | Eumeces schneideri         | Daudin, 1802)     | LC          | |            |
| Переднеазійський мабуї       | Trachylepis septemtaeniata | (Reuss, 1834)     | LC          | в Джебраїльському, Зангиланському і Губадільському районах Азербайджану, в Ордубадському, Джульфінському, Бабекському та інших районах Нахічеванської АР |            |

#### Родина Ящіркові (Lacertidae)
| Українська назва              | Латинська назва         | Автор таксона            | Статус МСОП | Поширення в Азербайджані                                          | Зображення |
| Підряд: Ящірки (Sauria)       |                         |                          |             |                                                                   |            |
| Родина: Ящіркові (Lacertidae) |                         |                          |             |                                                                   |            |
| Ящірка вірменська             | Darevskia armeniaca     | Mehelÿ, 1909             | LC          | у західному Азербайджані                                          |            |
| Ящірка кавказька              | Darevskia caucasica     | Mehelÿ, 1909             | LC          | Кавказькі гори                                                    |            |
| Ящірка зеленочерева           | Darevskia chlorogaster  | Boulenger, 1909          | LC          | в лісистих районах Талишських гір і вздовж Ленкоранської низовини |            |
| Ящірка артвінська             | Darevskia derjugini     | Nikolsky, 1898           | NT          | північно-західний Азербайджан                                     |            |
| Ящірка куринська              | Darevskia portschinskii | Kessler, 1878            | LC          | поширений уздовж річки Хакарі на півдні Азербайджану              |            |
| Ящірка лучна                  | Darevskia praticola     | Eversmann, 1834          | NT          |                                                                   |            |
| Ящірка азербайджанська        | Darevskia raddei        | Uzzell та Darevsky, 1973 | LC          | в посушливих гірських районах                                     |            |
| Ящірка Ростомбекова           | Darevskia rostombekovi  | Darevsky, 1957           | EN          | в Західному Азербайджані                                          |            |
| Ящірка грузинська             | Darevskia rudis         | Bedriaga, 1886           | LC          |                                                                   |            |
| Ящірка Валентина              | Darevskia valentini     | Boettger, 1892           | LC          | в гірських районах                                                |            |
| Ящурка піщана                 | Eremias arguta          | (Pallas, 1773)           | LC          |                                                                   |            |
| Ящурка закавказька            | Eremias pleskei         | Nikolsky, 1905           | CR          | по середній течії річки Араз                                      |            |
| Ящурка Штрауха                | Eremias strauchi        | Kessler, 1878            | LC          | у південному Азербайджані                                         |            |
| Ящурка швидка                 | Eremias velox           | Pallas, 1771             | LC          |                                                                   |            |
| Ящірка прудка                 | Lacerta agilis          | (Linnaeus, 1758)         | LC          |                                                                   |            |
| Середня ящірка                | Lacerta media           | Lantz та Cyrén, 1920     | LC          | в гірських районах                                                |            |
| Ящірка смугаста               | Lacerta strigata        | Eichwald, 1831           | LC          |                                                                   |            |
| Перська ящірка                | Lacerta brandtii        | De Filippi, 1863         | LC          | його спостерігали в горах Талиш в 1880 році.                      |            |
| Змієголовка красива           | Ophisops elegans        | Ménétriés, 1832          | LC          | широко поширений в Азербайджані                                   |            |

### ПідрядЗмії(Serpentes)

#### Родина Сліпуни (Typhlopidae)
| Українська назва              | Латинська назва       | Автор таксона | Статус МСОП | Поширення в Азербайджані | Зображення |
| Підряд: Змії (Serpentes)      |                       |               |             |                          |            |
| Родина: Сліпуни (Typhlopidae) |                       |               |             |                          |            |
| Сліпун червоподібний          | Typhlops vermicularis | Merrem, 1820  | LC          | в Тукайських лісах       |            |

#### Родина Удавові (Typhlopidae)
| Українська назва         | Латинська назва | Автор таксона    | Статус МСОП | Поширення в Азербайджані | Зображення |
| Підряд: Змії (Serpentes) |                 |                  |             |                          |            |
| Родина: Удавові (Boidae) |                 |                  |             |                          |            |
| Удавчик західний         | Eryx jaculus    | (Linnaeus, 1758) | LC          |                          |            |

#### Родина Полозові (Colubridae)
| Українська назва              | Латинська назва               | Автор таксона          | Статус МСОП | Поширення в Азербайджані | Зображення |
| Підряд: Змії (Serpentes)      |                               |                        |             | |            |
| Родина: Полозові (Colubridae) |                               |                        |             | |            |
| Полоз оливковий               | Coluber najadum               | Eichwald, 1831         | LC          | Досить поширений |            |
| Полоз різнобарвний            | Coluber ravergieri            | Ménétries, 1832        | LC          | Досить поширений |            |
| Мідянка звичайна              | Coronella austriaca           | Laurenti, 1768         | LC          | досить поширений |            |
| Ейреніс комірцевий            | Eirenis collaris              | Ménétries, 1832        | LC          | |            |
| Ейреніс сумирний              | Eirenis modestus              | Martin, 1817           | LC          | |            |
| Ейреніс вірменський           | Eirenis punctatolineatus      | Boettger, 1892         | LC          | у південно-західному та південно-східному Азербайджані |            |
| Полоз закавказький            | Elaphe hohenackeri            | Strauch, 1873          | LC          | поширений в південних передгір'ях Великого Кавказу, Малого Кавказу, Ордубадському і Шахбузькому районах Нахічеванської АР, лісових масивах Ленкоранського природного району. |            |
| Полоз перський                | Elaphe persicus               | Werner, 1913           | LC          | в околицях сіл Шахагадж, Гуджавар в Ленкорані, Бандесар, Зунгулеш в Астарі, в передгірних лісах Талиша                                                                       |            |
| Полоз сарматський             | Elaphe sauromates             | Pallas, 1811           | LC          | у Ханларському і Ленкоранському районах, Карабасі, Ширванських степах, районах по середній і нижній течії Кури.                                                              |            |
| Полоз жовточеревий            | Hierophis caspius             | (Gmelin, 1789)         | LC          | |            |
| Полоз Шмідта                  | Hierophis schmidti            | (Nikolski, 1909)       | LC          | |            |
| Ящіркова змія звичайна        | Malpolon monspessulanus       | Hermann, 1804          | LC          | |            |
| Вуж колхидський               | Natrix megalocephala          | Orlov та Tuniyev, 1987 | VU          | |            |
| Вуж звичайний                 | Natrix natrix                 | (Linnaeus, 1758)       | LC          | |            |
| Вуж водяний                   | Natrix tesellata              | (Laurenti, 1768)       | LC          | |            |
| Змія-стріла                   | Psammophis lineolatus         | Brandt, 1836           | LC          | в Азербайджані 2 особини цього виду знайдено біля села Карімгулудіза Джульфінського району Нахічеванської АР.                                                                |            |
| Ринхокаламус чорноголовий     | Rhinchocalamus melanocephalus | Jan, 1862              | LC          | у Нахічеванській АР |            |
| Котяча змія кавказька         | Telescopus fallax             | Fleischmann, 1831      | LC          | |            |

#### Родина Гадюкові (Viperidae)
| Українська назва             | Латинська назва      | Автор таксона  | Статус МСОП | Поширення в Азербайджані    | Зображення |
| Підряд: Змії (Serpentes)     |                      |                |             |                             |            |
| Родина: Гадюкові (Viperidae) |                      |                |             |                             |            |
| Щитомордник звичайний        | Gloydius halys       | (Pallas, 1776) | LC          |                             |            |
| Гадюка Радде                 | Montivipera raddei   | Boettger, 1890 | NT          | в Нахічеванській АР         |            |
| Гюрза                        | Macrovipera lebetina | Linnaeus, 1758 | LC          | на Апшеронському півострові |            |